# Helicó (instrument)
L'helicó és un instrument musical de llautó de la família de la tuba. La majoria estan en Si ♭, però també existeixen amb altres afinacions com Mi ♭, Fa i l'helicó tenor i, en menor mesura, altres tipus.
El sousàfon és una versió especialitzada de l'helicó. El primer sousàfon, un prototip que no era de producció fet per JW Pepper & Son, Inc., tenia una campana vertical, d'aquí el sobrenom de "rain catcher" (captador de pluja) per la seva forma. Les versions de fabricació posteriors difereixen principalment de dues maneres: una campana amb forma de cara amb un eixamplament més gran i un diàmetre de campana de 22 a 28 polzades (56–71 cm) i un tub de plom "coll de gallina" que ofereix una major capacitat d'ajust de la posició de l'embocadura a costa de la qualitat del to. Tant el sousàfon com l'helicó tenen una forma circular ampla i buida que permet un cos a l'interior, estan dissenyats per portar-los al voltant del cos del músic, amb l'interior de la bobina recolzada a l'espatlla.
L'instrument és molt popular a Europa central i oriental i és un instrument comú en una banda militar i en una banda muntada . El músic Ed Neuhauser l'utilitza a la seva banda de folk tradicional Bellowhead.
El rang de l'helicó en Si ♭ és dues octaves per sota del d'una corneta en Si ♭, assemblant-se així a la tuba baixa en Si ♭ més comuna (encara que generalment sense les vàlvules addicionals i altres característiques opcionals que de vegades es veuen a les tubes, el que significa que un poques notes del rang més baix no estan disponibles a l'helicó).

## Història
L'helicó es deriva del saxhorn, o la saxtuba. Els helicons es van utilitzar per primera vegada a la dècada de 1860 en bandes de cavalleria i artilleria, i després es van utilitzar en bandes de marxa militars.

## Família de l'helicó
El compositor eslovè Igor Krivokapič va inventar una nova família d'helicons produïts pel fabricant alemany Melton:
- Soprano en Mi <span about="#mwt28" class="music-symbol" data-cx="[{&quot;adapted&quot;:true,&quot;partial&quot;:false,&quot;targetExists&quot;:true}]" data-mw="{&quot;parts&quot;:[{&quot;template&quot;:{&quot;target&quot;:{&quot;wt&quot;:&quot;Music&quot;,&quot;href&quot;:&quot;./Plantilla:Music&quot;},&quot;params&quot;:{&quot;1&quot;:{&quot;wt&quot;:&quot;flat&quot;}},&quot;i&quot;:0}}]}" data-ve-no-generated-contents="true" id="mwMQ" style="font-family: Arial Unicode MS, Lucida Sans Unicode;" typeof="mw:Transclusion"><span class="music-flat"><span typeof="mw:Entity">♭</span></span></span>
- Alt en Si ♭
- Tenor en Mi ♭
- Baríton en Si ♭
- Baix en Fa (o EE ♭)
- Contrabaix en BB ♭ (o CC)

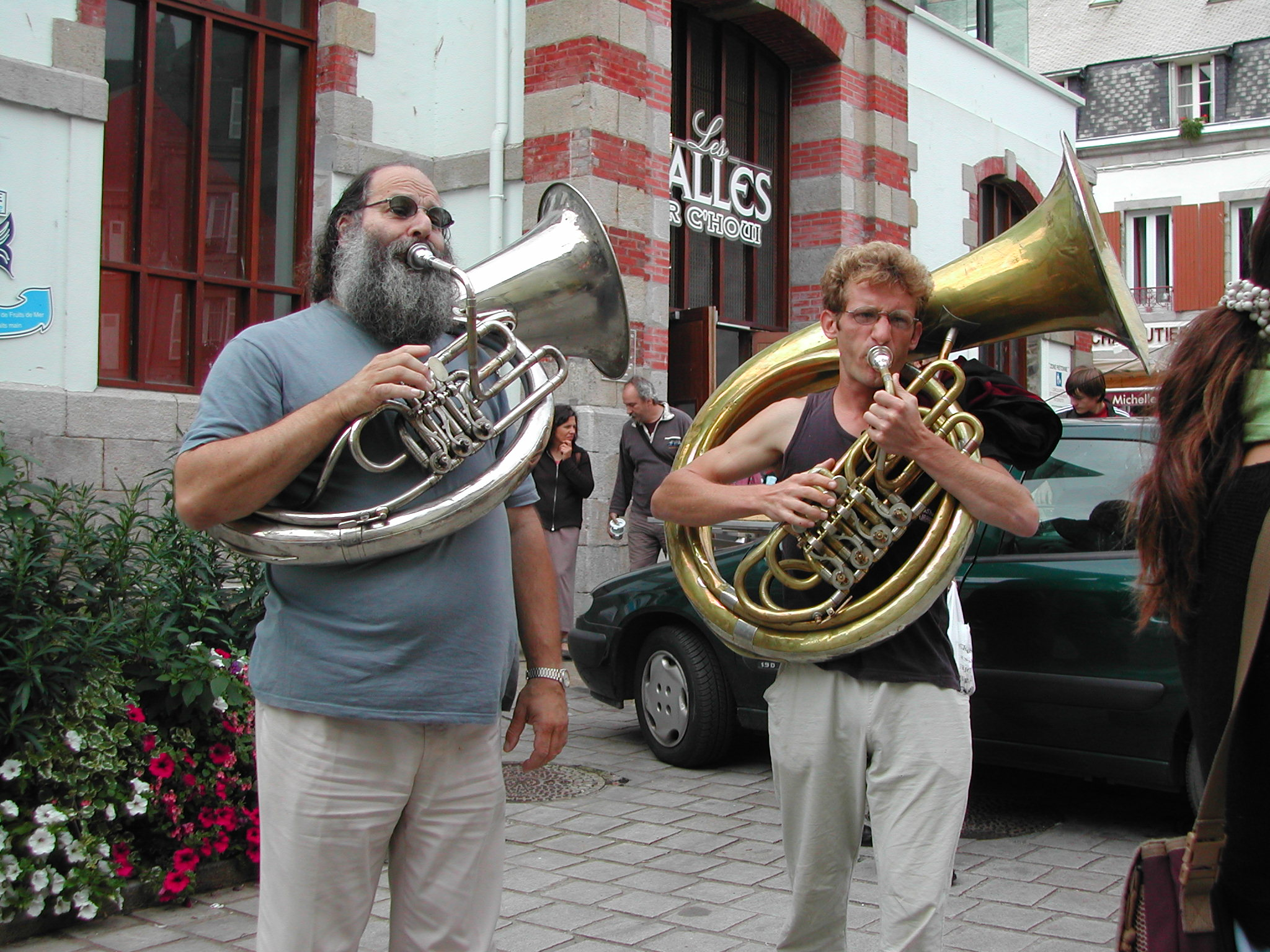
Dos músics tocant helicons.
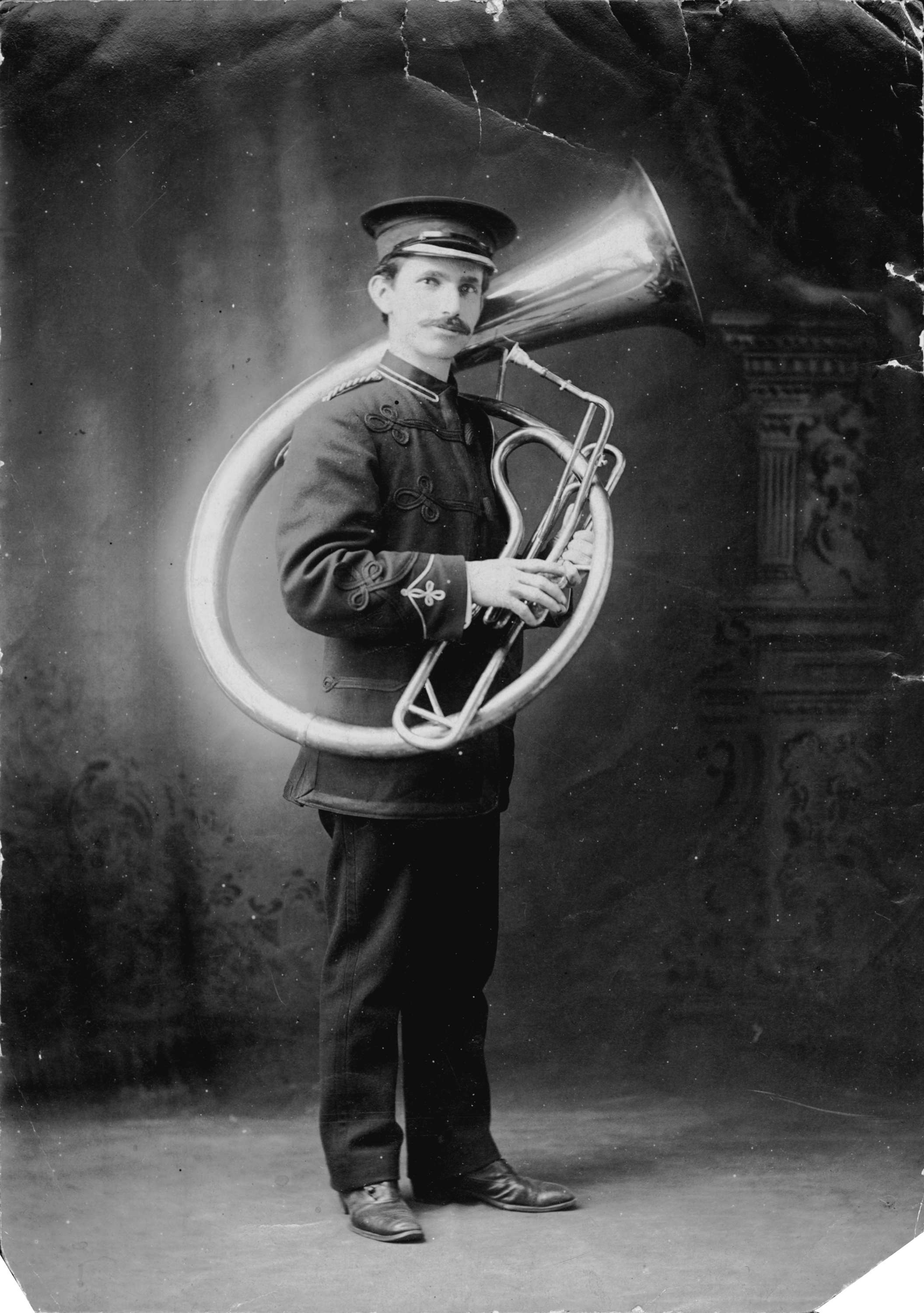
Philip Timms amb el seu helicó de baix en Mi ♭ el 1909